# Vanellus melanocephalus
Vanellus melanocephalus е вид птица от семейство Charadriidae.

## Разпространение
Видът е разпространен в Етиопия.